# جيك بالارد
جيك بالارد (بالإنجليزية: Jake Ballard)‏ هو لاعب كرة قدم أمريكية أمريكي، ولد في 2 ديسمبر 1987 في سبرينغبورو في الولايات المتحدة.

## وصلات خارجية
- جيك بالارد على موقع مرجع كرة القدم المحترفة.كوم (الإنجليزية)